# Chelidoperca pleurospilus
Chelidoperca pleurospilus là một loài cá biển thuộc chi Chelidoperca trong họ Cá mú. Loài này được mô tả lần đầu tiên vào năm 1880.

## Phân bố và môi trường sống
C. pleurospilus có phạm vi phân bố ở Tây Thái Bình Dương. Loài cá này được tìm thấy từ miền nam Nhật Bản trải dài về phía nam đến Philippines.

## Mô tả
Chiều dài cơ thể tối đa được ghi nhận ở C. pleurospilus là 13 cm.